# Валор
Валор (ісп. Válor) — муніципалітет в Іспанії, у складі автономної спільноти Андалусія, у провінції Гранада. Населення — 702 особи (2010).
Муніципалітет розташований на відстані близько 380 км на південь від Мадрида, 49 км на південний схід від Гранади.
На території муніципалітету розташовані такі населені пункти: (дані про населення за 2010 рік)
- Месіна-Альфаар: 139 осіб
- Нечите: 54 особи
- Валор: 509 осіб

## Демографія
Динаміка населення (INE ):

## Галерея зображень

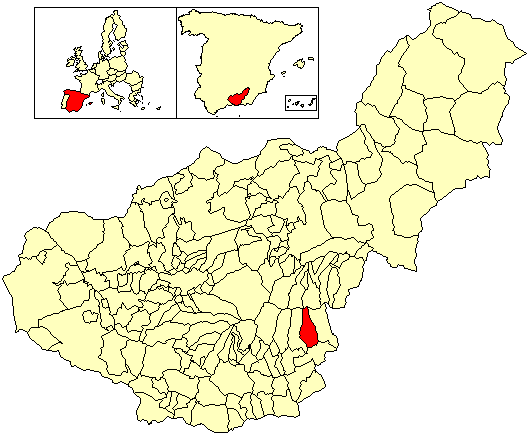
Розташування муніципалітету у провінції Гранада